# Sistema Prelitoral meridional
Sistema Prelitoral meridional este o arie protejată (arie specială de conservare — SAC, sit de importanță comunitară — SCI, arie de protecție specială avifaunistică — SPA) din Spania întinsă pe o suprafață de 51.685,31 ha, integral pe uscat.

## Localizare
Centrul sitului Sistema Prelitoral meridional este situat la coordonatele 40°48′19″N 0°23′08″E / 40.8053°N 0.3856°E.

## Înființare
Situl Sistema Prelitoral meridional a fost declarat sit de importanță comunitară în decembrie 1997 pentru a proteja 1 specie de plante și 76 de specii de animale. Alte tipuri de protecție:
- arie de protecție specială avifaunistică (în martie 2005)[2]
- arie specială de conservare (în noiembrie 2014)[1][3][4]

## Biodiversitate
Situată în ecoregiunea mediteraneană, aria protejată conține 31 de habitate naturale: Tufărișuri termo-mediteraneene și de pre-deșert, Păduri de pin mediteraneene cu pini mezogeni endemici, Pajiști uscate seminaturale și facies de acoperire cu tufișuri pe substraturi calcaroase (Festuco-Brometalia) (* situri importante pentru orhidee), Iazuri temporare mediteraneene, Râuri mediteraneene cu debit intermitent, cu specii de Paspalo-Agrostidion, Peșteri inaccesibile publicului, Fânețe de joasă altitudine (Alopecurus pratensis, Sanguisorba officinalis), Galerii și tufărișuri riverane sudice (Nerio-Tamaricetea și Securinegion tinctoriae), Mlaștini calcaroase cu Cladium mariscus și specii de Caricion davallianae, Păduri de Ilex aquifolium, Păduri de fag din Europa Centrală dezvoltate pe sol calcaros cu Cephalanthero-Fagion, Păduri iberice de Quercus faginea și Quercus canariensis, Pajiști cu Molinia pe soluri calcaroase, turboase sau argilos-nămoloase (Molinion caeruleae), Ape puternic oligomezotrofe cu vegetație bentonică cu Chara spp., Galerii de Salix alba și de Populus alba, Formațiuni de Juniperus communis pe lande sau pajiști calcaroase, Păduri de pin (sub-) mediteraneene cu pini negri endemici, Pajiști umede mediteraneene cu ierburi înalte de Molinio-Holoschoenion, Păduri mediteraneene de Taxus baccata, Vegetație gipsofilă iberică (Gypsophiletalia), Pante stâncoase calcaroase cu vegetație casmofită, Liziere de ierburi înalte hidrofile de câmpie și de nivel montan până la alpin, Formațiuni stabile xerotermofile de Buxus sempervirens pe pante stâncoase (Berberidion p.p.), Grohotișuri termofile și vest-mediteraneene, Pajiști carstice calcaroase sau bazofile, de Alysso-Sedion albi, Pseudostepă cu ierburi și specii anuale de Thero-Brachypodietea, Păduri pe pante, grohotișuri și ravene de Tilio-Acerion, Păduri de Quercus ilex și Quercus rotundifolia, Lande oro-mediteraneene cu formațiuni endemice de grozamă, Râuri mediteraneene cu debit permanent și vegetație de Glaucium flavum, Matorral arborescenți cu Juniperus spp..
La baza desemnării sitului se află mai multe specii protejate:
- plante (1): Atropa baetica
- păsări (51): uliu porumbar (Accipiter gentilis gentilis), fluierar de munte (Actitis hypoleucos), pescăruș albastru (Alcedo atthis), rață mare (Anas platyrhynchos), fâsă-de-câmp (Anthus campestris), acvilă de munte (Aquila chrysaetos), Aquila fasciata, buha (Bubo bubo), ciocârlie-cu-degete-scurte (Calandrella brachydactyla), caprimulg (Caprimulgus europaeus), Caprimulgus ruficollis, Certhia brachydactyla, șerpar (Circaetus gallicus), erete vânăt (Circus cyaneus), porumbel de scorbură (Columba oenas), porumbel gulerat (Columba palumbus), presură de grădină (Emberiza hortulana), șoim de iarnă (Falco columbarius), șoim călător (Falco peregrinus), vânturel roșu (Falco tinnunculus), cinteză (Fringilla coelebs), lișiță (Fulica atra), ciocârlan (Galerida cristata), Galerida theklae, găinușă de baltă (Gallinula chloropus), vulturul pleșuv sur (Gyps fulvus), acvilă pitică (Hieraaetus pennatus), capîntortură (Jynx torquilla), Lanius meridionalis, pescăruș râzător (Larus ridibundus), ciocârlie de pădure (Lullula arborea), prigoare (Merops apiaster), gaia neagră (Milvus migrans), muscar sur (Muscicapa striata), vultur egiptean (Neophron percnopterus), pietrar mediteranean (Oenanthe hispanica), Oenanthe leucura, ciuf-pitic (Otus scops), pițigoi de brădet (Periparus ater), viespar (Pernis apivorus), Phalacrocorax carbo sinensis, Pyrrhocorax pyrrhocorax, cristei de baltă (Rallus aquaticus), mărăcinar negru (Saxicola torquatus), sitar de pădure (Scolopax rusticola), turturică (Streptopelia turtur), silvie roșcată (Sylvia cantillans), silvie de tufiș (Sylvia undata), pănțărușul (Troglodytes troglodytes), pupăză (Upupa epops), nagâț (Vanellus vanellus)
- mamifere (11): liliac cârn (Barbastella barbastellus), vidră de râu (Lutra lutra), liliac cu aripi lungi (Miniopterus schreibersii), liliac cu urechi de șoarece (Myotis blythii), liliac cu picioare lungi (Myotis capaccinii), liliac cărămiziu (Myotis emarginatus), liliac comun (Myotis myotis), liliacul mediteranean cu potcoavă (Rhinolophus euryale), liliacul mare cu potcoavă (Rhinolophus ferrumequinum), liliacul mic cu potcoavă (Rhinolophus hipposideros), liliacul cu potcoavă a lui méhely (Rhinolophus mehelyi)
- nevertebrate (9): Austropotamobius pallipes, croitorul mare al stejarului (Cerambyx cerdo), Coenagrion mercuriale, fluturele auriu (Euphydryas aurinia), Gomphus graslinii, Graellsia isabellae, Macromia splendens, Oxygastra curtisii, Vertigo angustior
- pești (3): Achondrostoma arcasii, Cobitis paludica, Parachondrostoma miegii
- reptile (2): țestoasa de baltă (Emys orbicularis), Mauremys leprosa

Pe lângă speciile protejate, pe teritoriul sitului au mai fost identificate 6 specii de amfibieni, 14 specii de mamifere, 1 specie de nevertebrate, 1 specie de pești, 3 specii de reptile.